# Јасуо Фукуда
Јасуо Фукуда (јап. 福田 康夫; 16. јул 1936) је јапански политичар који је обављао функцију премијера Јапана од 2007. до 2008. године. Претходно је био главни секретар кабинета од 2000. до 2004. године.